# تشيتا دي كاستيلو
تشيتا دي كاستيلو (بالإيطالية: Città di Castello)‏ مدينة في مقاطعة بيرودجا، في الجزء الشمالي من إقليم أومبريا في وسط إيطاليا. واقعة على منحدر من أبينيني وفي الجزء الأعلى من سهل الفيضي قرب نهر التيبر. تقع شمال مدينة بيرودجا (46 كلم) وجنوب مدينة تشيزينا (104 كلم) عبر طريق S3bis. وهي متصله بالطريق السريع A1 روما - فلورنسا عن طريق SS 73 من اريتسو.

## السكان
في سنة 1861 بلغ عدد السكان 23٬319 نسمة، وتطور العدد ليصل في سنة 2011 لـ 40٬064 نسمة.
يظهر هذا المخطط البياني تطور النمو السكاني لـ تشيتا دي كاستيلو

## توأمة
لتشيتا دي كاستيلو اتفاقيات توأمة مع كل من:
- سيغيشوارا
- جوي ليه تور [الإنجليزية]‏
- غيبيلينا
- Höör Municipality [الإنجليزية]‏
- رام الله

## أعلام
- مونيكا بيلوتشي
- سلستين الثاني
- نيكو بيانكوني
- إليو كالديريني
- بيترو سانتي
- فابيو كاتاشيني